# Eulemur albifrons
Lêmure-de-cabeça-branca (Eulemur albifrons) é uma espécie de lêmure pertencente à família Lemuridae.